# NGC 5376
NGC 5376 is een balkspiraalstelsel in het sterrenbeeld Grote Beer. Het hemelobject werd op 24 april 1789 ontdekt door de Duits-Britse astronoom William Herschel.

## Synoniemen
- UGC 8852
- MCG 10-20-47
- ZWG 295.25
- IRAS 13536+5945
- PGC 49489